# Holedeč
Holedeč är en ort i Tjeckien.   Den ligger i regionen Ústí nad Labem, i den nordvästra delen av landet, 60 km väster om huvudstaden Prag. Holedeč ligger 225 meter över havet och antalet invånare är 486.
Terrängen runt Holedeč är huvudsakligen platt, men österut är den kuperad. Holedeč ligger nere i en dal. Runt Holedeč är det ganska glesbefolkat, med 34 invånare per kvadratkilometer. Närmaste större samhälle är Žatec, 5,7 km norr om Holedeč. Trakten runt Holedeč består till största delen av jordbruksmark.